# Geneviève Sellier
Pour les articles homonymes, voir Sellier.
 (juin 2023).
Geneviève Sellier, née le 16 juin 1949, est une professeure émérite en études cinématographiques à l'université Bordeaux-Montaigne.

## Biographie
Ancienne élève de l'ENS de Fontenay, agrégée de lettres modernes, Geneviève Sellier est titulaire d’un doctorat en cinéma obtenu en 1987 à l'université Paris 3. Elle a soutenu sa thèse « Les films de Jean Grémillon : essai d'analyse narratologique » sous la direction de Roger Odin (de).
Elle est professeure en études cinématographiques à l'université de Caen, puis à l'université Bordeaux-Montaigne, et membre de l'Institut universitaire de France.
Elle anime de 1995 à 2004 le séminaire de recherches sur les rapports sociaux de sexe dans le champ culturel au sein du Centre d’histoire culturelle des sociétés contemporaines de l’université de Versailles-Saint-Quentin-en-Yvelines.

## Travaux
Cette section ne s'appuie pas, ou pas assez, sur des sources secondaires ou tertiaires indépendantes du sujet. Le texte peut contenir des analyses inexactes ou inédites de sources primaires.
Pour l'améliorer, ajoutez-en, ou placez des modèles {{Source secondaire souhaitée}} ou {{Source secondaire nécessaire}} sur les passages mal sourcés. (février 2025)
Geneviève Sellier est spécialiste de l'étude des représentations des rapports sociaux de sexe et des identités de sexe au cinéma et à la télévision. Son travail peut donc être rapproché des cultural studies ou des gender studies anglo-américaines — domaine d'études peu représenté au sein de l'université française[source insuffisante]. Cette orientation lui est venue de sa rencontre avec Noël Burch à la sortie de son ouvrage sur Grémillon, alors que l'historien d'origine américaine s'était détourné d'une approche formaliste du cinéma vers une approche proche des gender studies. Interrogée sur le manque d'intérêt, voire le mépris, de l'université française face à ces questions, Sellier déclare : 

« Les personnes qui ont le pouvoir dans les départements de cinéma sont des héritiers de la cinéphilie des Cahiers du cinéma. La vision qui s'y est développée est celle d'une création échappant totalement aux déterminations sociales et se rapportant à un auteur masculin universel. Comme l'approche de genre est la prise en compte de déterminations sociales, elle est perçue comme sacrilège. La figure de l'auteur reste centrale dans toute la pratique des universitaires français. [...] L'enjeu [des études de genre] est social et politique. C'est la remise en cause d'une vision de l'art idéaliste et réactionnaire [...] Le cinéma d'auteur est donc un mythe et un fantasme. Une approche genrée remet en question non seulement la domination masculine mais désigne comme réactionnaire cette conception de la création qui reste au cœur de la cinéphilie. »

G. Sellier et N. Burch ont donc cherché à appliquer au cinéma français des interrogations propres aux gender studies, en évacuant l'approche psychanalytique propre à certaines chercheuses anglo-américaines pour privilégier une approche historique et socioculturelle (analyse des représentations dans leur contexte de production et de réception).

« Il s'agit de s'intéresser à ce dont parlent les films et comment ils en parlent. L'idée est d'abandonner la posture formaliste qui est la tendance dominante de la cinéphilie et de prendre en compte la raison pour laquelle le public ordinaire va au cinéma : pour qu'on lui raconte des histoires qui l'émeuvent, le font rire ou le dynamisent.[...] Si on veut comprendre ce qui se passe dans la tête de nos contemporains, ce ne sont pas les films d'avant-garde qu'il faut regarder mais les films que la majorité des publics vont voir, sans avoir une posture méprisante à l'égard de ces films. »

Dans cette perspective, Geneviève Sellier publie en collaboration avec Noël Burch La Drôle de guerre des sexes du cinéma français (1930-1956), qui lui vaut le prix du syndicat de la critique de cinéma en 1997.
Les deux auteurs présenteront différents aspects de leur champ de recherche dans l'ouvrage Le Cinéma au prisme des rapports de sexe, en 2009. Sa période de prédilection est le cinéma français populaire des années 1930 jusqu'à la Nouvelle Vague.

## Publications
- Jean Grémillon, le cinéma est à vous, Paris, Klincksieck, 1989 ; rééd. 2012
- "Les Enfants du paradis", analyse critique, Paris, Nathan, 1992
- La Nouvelle Vague, un cinéma au masculin singulier, CNRS éditions, 2005
- Le cinéma des midinettes : Cinémonde, ses « potineuses » et ses « potineurs » (1946-1967), Presses universitaires du Midi, 2023
- Le culte de l'auteur : les dérives du cinéma français, Paris, La Fabrique Éditions, 2024

### Avec Noël Burch
- La drôle de guerre des sexes du cinéma français, Paris, Nathan, 1996
- Le cinéma au prisme des rapports de sexe, Paris, Vrin, 2009  (ISBN 978-2-7116-2222-1)

### Collectifs
- Femmes de pouvoir - Mythes et fantasmes, avec Odile Krakovitch et Eliane Viennot, L'Harmattan, 2001
- Culture d'élite, culture de masse et différence des sexes (sous la direction de Geneviève Sellier et Eliane Viennot), L'Harmattan, 2004
- Les séries policières (sous la direction de Pierre Beylot et Geneviève Sellier), L'Harmattan, 2004
- La fiction éclatée (sous la direction de Jean-Pierre Bertin-Maghit et Geneviève Sellier), L'Harmattan/INA, 2007
  - Volume 1, Études socioculturelles
  - Volume 2, Petits et grands écrans français et francophones - De l'esthétique à l'économie
- Contemporary French and Francophone Studies : Sites, vol. 19, no 1, « Stars du cinéma français d'après-guerre » (sous la direction de Gwénaëlle Le Gras et Geneviève Sellier), Routledge/Taylor & Francis, janvier 2015
- Cinémas et cinéphilies populaires dans la France d’après-guerre 1945-1958 (sous la direction de Gwénaëlle Le Gras et Geneviève Sellier), Paris, Nouveau Monde éditions, juillet 2015

### Revues
- Genre en séries, cinéma, télévision, médias,
  - numéro 4 : « Masculinités imag(in)ées 1 »[9], automne 2016
  - numéro 5 : « Masculinités imag(in)ées 2 »[10], printemps 2017